# منتخب الهند الشرقية الهولندية الوطني لكرة القدم
منتخب الهند الشرقية الهولندية الوطني لكرة القدم (en اللغة الهولندية : Nederlands-Indisch voetbalelftal) هو ممثل الهند الشرقية الهولندية الرسمي في المنافسات الدولية في كرة القدم في فئة كرة القدم للرجال .